# Schmidtiana palawana
Schmidtiana palawana es una especie de escarabajo longicornio del género Schmidtiana. Fue descrita científicamente por Schultze en 1922.
Se distribuye por Filipinas. Mide 36-41 milímetros de longitud. El período de vuelo ocurre en los meses de mayo, junio, agosto y septiembre.